# Arrondissement de Guédiawaye
L'arrondissement de Guédiawaye est l'un des arrondissements du Sénégal. Il coïncide avec le département de Guédiawaye (région de Dakar), dont il est le seul arrondissement.